# 呂文質
呂文質（14世紀—15世紀），字彬甫，號四恐翁，江西撫州府宜黃縣崇賢鄉霍源人，明朝政治人物。

## 生平
呂文質自小資質聰穎，博覽羣書，各方面知識不無涉獵，在永樂元年（1403年）和原以監生中舉人，次年（1404年）聯捷進士，獲授庶吉士，改任南樂知縣，洪熙元年（1425年）陞吏科給事中，因事奏對不稱旨而在宣德二年（1427年）調任磁州州判，卒於官，著有《玉溪文集》。

## 引用
1. 1 2  同治《宜黃縣志·卷二十九·人物志 名臣》：呂文質，字彬甫，號四恐翁，崇賢鄉霍源人。生而穎異，長益沉雄，博綜羣書於天地事理之變、古今治亂之原、損益廢置先後始終之要，無所不知。永樂元年癸未以監生與涂原同領鄉薦，甲申成進士，初除翰林院庶吉士，改吏科給事中，當言路以端方鯁介忤權貴，調磁州判卒於官，著有《玉溪文集》。 尤志名臣傳
2. ↑  《明仁宗昭皇帝實錄·卷九上》：（洪熙元年四月）……南樂縣知縣呂文質為吏科給事中……
3. ↑  《明宣宗章皇帝實錄·卷二十七》：（宣德二年四月）……命大理寺丞郭瑄為雲南按察司僉事，行在吏科給事中呂文質為磁州判官，皆以奏對不稱旨也。